# 幸成駅

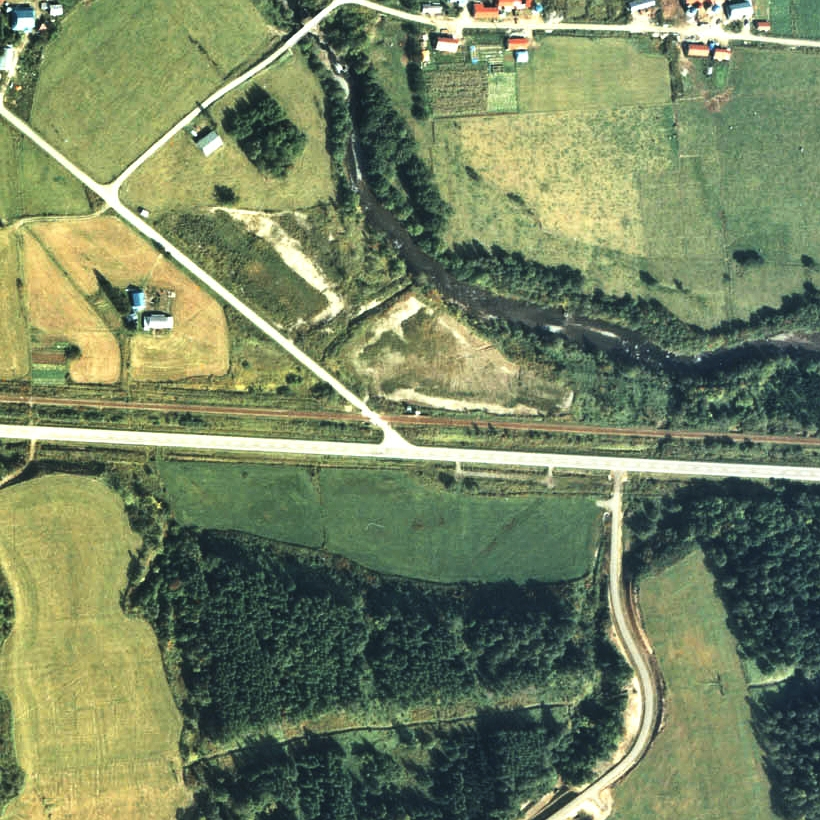
1977年の幸成仮乗降場と周囲約500m範囲。右が紋別方面。ホーム中程の外側にプレハブの白い待合室が同じ高さに設置されている。青い屋根の古い待合室が残されている。

幸成駅（こうせいえき）は、かつて北海道（上川支庁）上川郡下川町一の橋に設置されていた、北海道旅客鉄道（JR北海道）名寄本線の駅（廃駅）である。名寄本線の廃線に伴い、1989年（平成元年）5月1日に廃駅となった。
一部の普通列車は通過した（1989年（平成元年）4月30日時点（廃止時の時刻表）で、下り1本上り3本（快速運転列車ほか））。

## 歴史
- 1956年（昭和31年）4月30日 - 日本国有鉄道（国鉄）名寄本線の幸成仮乗降場（局設定）として開業[1]。
- 1987年（昭和62年）4月1日 - 国鉄分割民営化により、JR北海道に継承[1]。同時に駅に昇格、幸成駅となる[1]。
- 1989年（平成元年）5月1日 - 名寄本線の全線廃止に伴い、廃駅となる[1]。

## 駅構造
廃止時点で、1面1線の単式ホームを有する地上駅であった。ホームは、線路の北側（遠軽方面に向かって左手側）に存在した。転轍機を持たない棒線駅となっていた。
仮乗降場に出自を持つ無人駅で、駅舎は無かったがプレハブの物置を待合所として利用していた。ホームは名寄方にスロープを有し、駅施設外に連絡していた。

## 駅名の由来
当駅が所在した地の近辺の地名、「幸成」より。

## 駅周辺
- 国道239号（下川国道）[6]
- 名寄川[6]
- モサンル川[6]
- 名士バス「幸成」停留所

## 駅跡
2000年（平成12年）時点では、鉄道関連の遺構は何も残されていなかった。2010年（平成22年）時点、2011年（平成23年）時点でも同様で、熊笹に覆われた原野と化していた。

## 隣の駅
北海道旅客鉄道
名寄本線
二ノ橋駅 - 幸成駅- 一ノ橋駅